# Sopot Open 2000
Il Sopot Open 2000 è stato un torneo femminile di tennis giocato sulla terra rossa. È stata la 3ª edizione del torneo, che fa parte della categoria Tier III nell'ambito del WTA Tour 2000. Si è giocato a Sopot in Polonia, dal 17 al 23 luglio 2000.

## Campioni

### Singolare
Anke Huber ha battuto in finale  Gala León García con il punteggio di 7–6, 6–3

### Doppio
Virginia Ruano Pascual  /  Paola Suárez hanno battuto in finale  Åsa Svensson /  Rita Grande con il punteggio di 7–5, 6–1